# Cipa Godebski
Pour les articles homonymes, voir Cyprian Godebski.
Cyprien Xavier Léonard Godebski dit Cipa Godebski, né le 7 novembre 1875 à Varsovie et mort en avril 1937 à Vulaines-sur-Seine, est un salonnier français d'origine polonaise, appartenant à la famille Godebski.

## Biographie

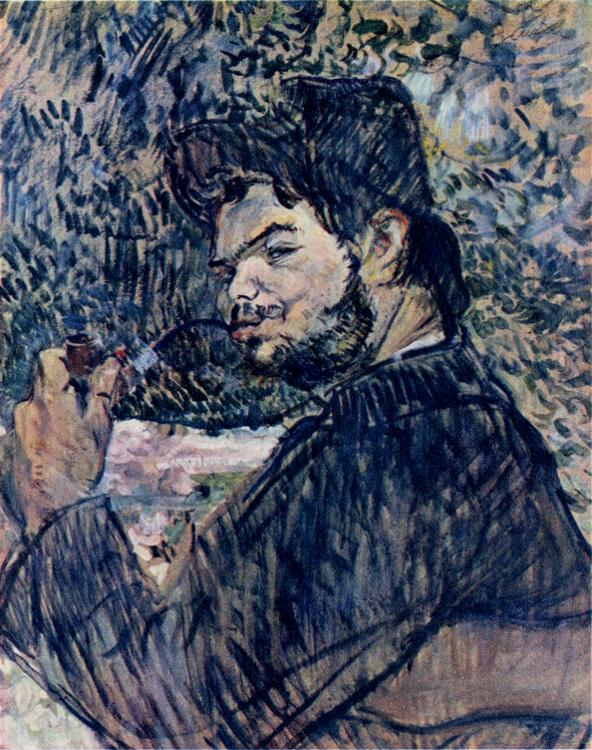
Cipa Godebski, par Toulouse-Lautrec, 1896, collection privée.

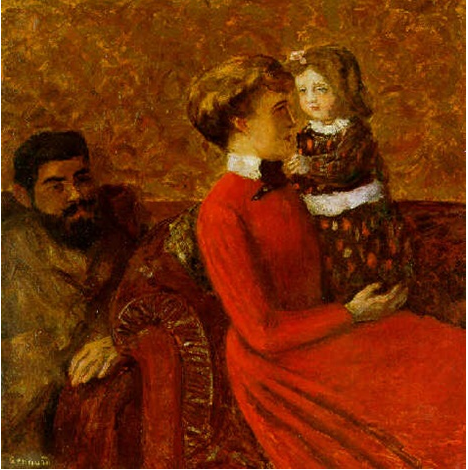
La famille de Cipa Godebski, par Pierre Bonnard, vers 1902

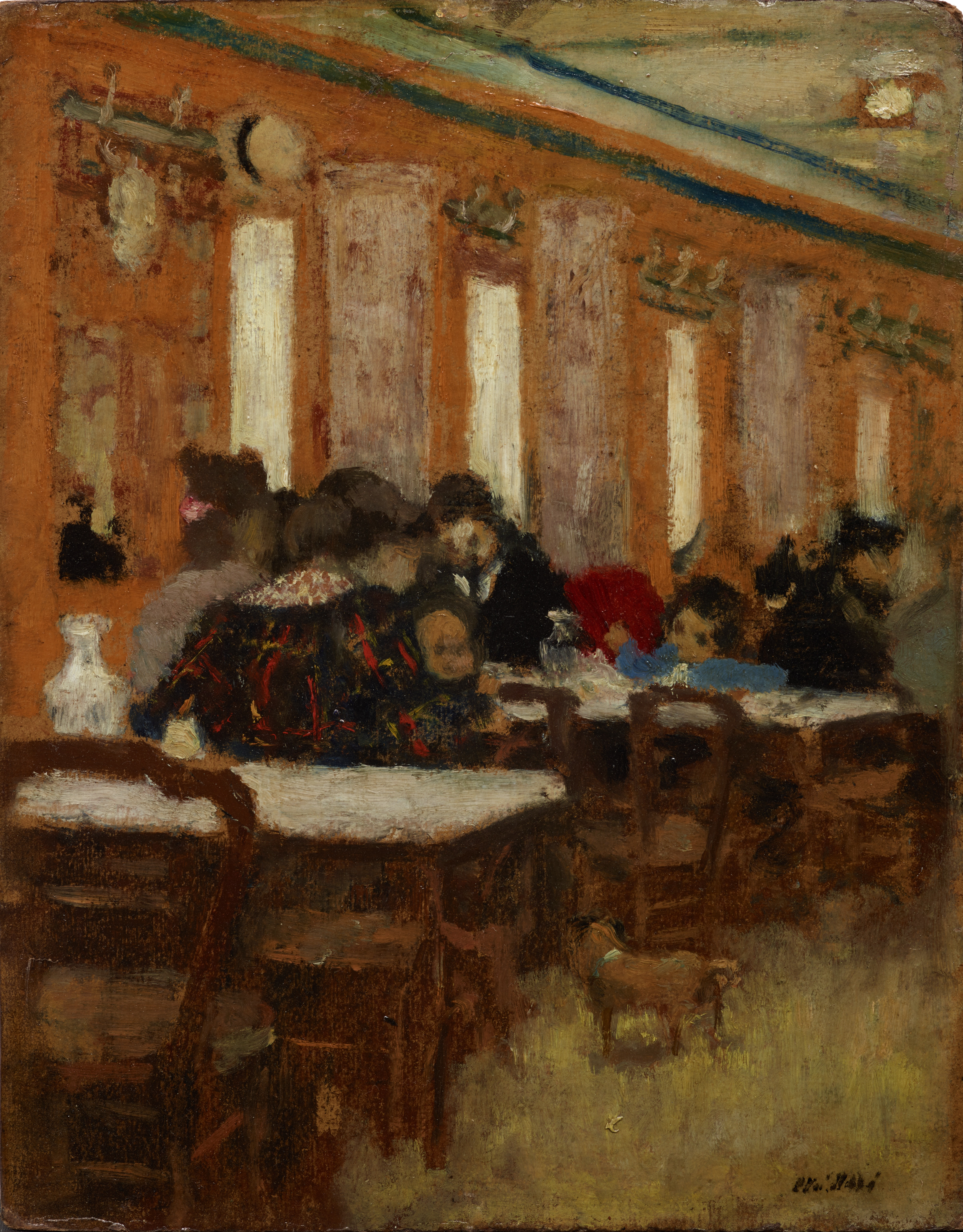
Édouard Vuillard, Le Petit Restaurant (la famille Godebski à table), 1902, Musée d'art de Dallas.

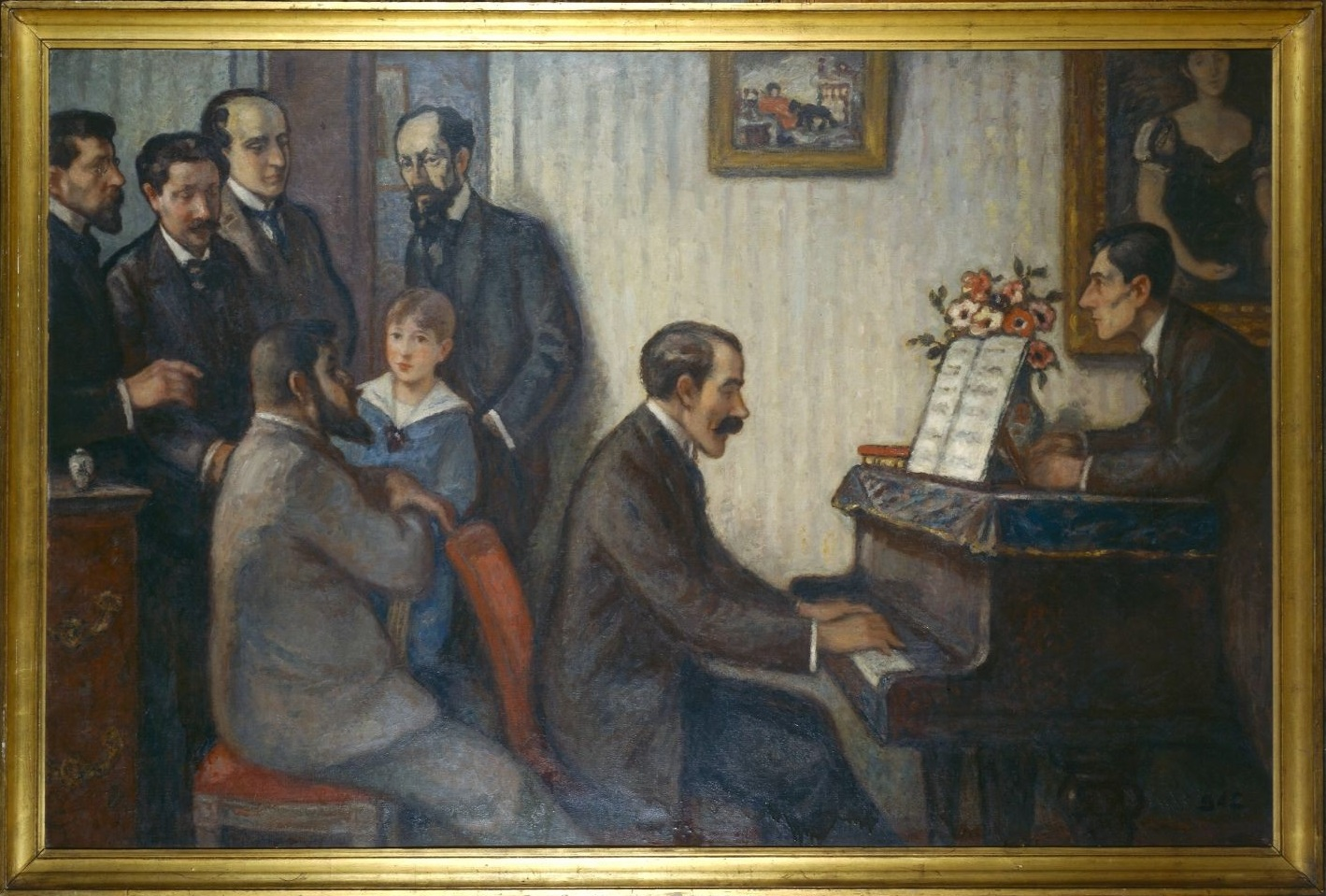
Réunion de musiciens chez M. Godebski par Georges d'Espagnat, 1910, Bibliothèque-musée de l'Opéra, tableau qui pourrait s'appeler « Cipa et ses amis Apaches ».

Fils du sculpteur Cyprien Godebski et de Mathilde Marie Madeleine Rosen (1837-1887), Cipa est le demi-frère de Misia Sert.
Il épouse Ida Caroline Philippine Kasparek, fille de Franciszek Kasparek, le 16 juillet 1898 à Cracovie. D'abord seul, puis avec Ida, Cipa va participer à toutes les batailles menées par Misia pour défendre Ubu roi en 1896, Le Sacre du printemps en 1913, et Parade en 1917.
Installé à Paris, le couple tient un salon fréquenté par les artistes, dont le cercle des Apaches où on a vite surnommé Cipa « Père Ubu », et celui de la Revue Blanche dirigée par les frères Natanson (Alexandre, Thadée et Louis-Alfred).
Cipa compte parmi ses amis les plus proches les peintres Vuillard et Bonnard, le musicien Maurice Ravel, le poète Paul Valéry. Ils se retrouvent dans son salon parisien rue Saint-Florentin, puis rue de Chartres à Neuilly, et enfin rue d'Athènes. Les mêmes profitent aux beaux jours de sa maison de campagne des bords de Seine à Valvins, la Grangette, où Vuillard et Bonnard ont peint de nombreux tableaux, où Toulouse-Lautrec fait de longs séjours et où Ravel a composé deux pièces pour piano, À la manière de. À deux pas se trouve la maison de leur grand ami Stéphane Mallarmé, depuis transformée en musée.
Il fréquente les Natanson lors de leurs villégiatures à Villeneuve-sur-Yonne, du temps où Misia vivait avec Thadée ; là se retrouvent également des Nabis, dont Félix Vallotton, et l'écrivain Romain Coolus. Après son divorce avec Thadée, Misia se remarie début 1905 avec le magnat de la presse Alfred Edwards. Il fait construire pour elle un yacht conçu pour la navigation sur les canaux, baptisé L'Aimée. Misia y invite sa famille et ses amis pour une croisière de deux mois au cours de l'été. Sont à bord Cipa (voir photo) et Ida, Pierre Bonnard, qui peint et photographie avec ardeur, Renoir, Pierre Laprade et Maurice Ravel, que Misia veut consoler de son échec au prix de Rome et qui dispose d'un piano.
Pendant la guerre, le salon évolue : le groupe des Apaches s'est quelque peu disloqué ; son dernier haut fait est le soutien inconditionnel apporté à Igor Stravinsky lors des premières auditions de L'Oiseau de feu et du Sacre du printemps. De nouveaux invités apparaissent : Jean Cocteau, Erik Satie et Jean Hugo (qui deviendra plus tard un ami proche de Jean Godebski en Camargue). Et surtout, Cipa accueille de jeunes musiciens qui vont former le Groupe des Six, dont Francis Poulenc qui dédiera une mélodie à Ida.
En villégiature estivale à Carantec (Finistère) de 1908 à 1915 puis de 1918 à 1923, les Godebski reçoivent André Gide, Paul Valéry, Alexandre Benois, Florent Schmitt et y sont rejoints par Igor Stravinsky et sa famille à l'été 1920, tandis que l'ami Pablo Picasso vient lui à Dinard à partir de 1922.
Cipa est le père de Jean et Mimi, dédicataires de Ma mère l'Oye de Maurice Ravel, qui dédicace également à Ida et Cipa sa Sonatine pour piano (1905),. Il faut savoir que pour Maurice Ravel, les Godebski étaient véritablement devenus sa famille d'adoption. Mimi, qui a épousé Aimery Blacque-Belair en 1925, explique que Ravel et Cipa se sont tout de suite entendus à merveille : « Les deux hommes avaient l'un pour l'autre une amitié rare, faite d'admiration réciproque et d'entente profonde ». Et c'est toute la famille que Ravel a adoptée. Mimi et son frère Jean jouent avec lui et l'écoutent raconter des histoires : « C'était Laideronnette, la Belle et la Bête, et surtout les aventures d'une pauvre souris qu'il avait inventées pour moi », écrit Mimi. Seule déception : les deux enfants ont dû renoncer à créer la version pour piano à quatre mains de Ma mère l'Oye, trop difficile pour eux. Continuation des liens établis : en 1934, le beau-frère de Mimi, Hubert Blacque-Belair, épouse la fille de l'apache Déodat de Séverac, qui avait lui-même dédié une œuvre à Cipa et une autre à Mimi.
La crise de 1929 a contraint les Godebski à fermer leur salon parisien. Ils se sont alors retirés à Valvins où ils ont fini leurs jours.

## Œuvres dédiées ou liées

### Musique
- Maurice Ravel, Sonatine pour piano (1905), dédiée à Cipa et Ida
- Maurice Ravel, Ma mère l'Oye (1910), pour piano à quatre mains, dédiée à Jean et Mimi
- Maurice Ravel, À la manière de (Chabrier et Borodine), pour piano (1912), dédié à Cipa et Ida
- Désiré-Émile Inghelbrecht, Quatre mélodies russes (1905), la troisième dédiée à Ida
- Maurice Delage, Trois mélodies (1909), une est dédiée à Ida
- Déodat de Séverac, Pippermint-Get (1907), valse brillante pour piano, dédiée à Cipa
- Déodat de Séverac, En vacances (1911), huit petites pièces enfantines pour piano à quatre mains, dont une dédiée à Mimi (Mimi se déguise en marquise)
- Manuel de Falla, Sept chansons populaires espagnoles (1922), dédiées à Ida
- Erik Satie, Trois mélodies (1916), dont Daphénéo écrite sur un texte de Mimi
- Francis Poulenc, Huit chansons polonaises (1934), la première dédiée à Ida, la deuxième à Misia

### Arts plastiques
- Henri de Toulouse-Lautrec, Portait de Cipa fumant la pipe, huile sur carton, 1896, collection privée
- Édouard Vuillard, La Grangette à Valvins, huile sur toile, 1896
- Édouard Vuillard, Le grenier de la Grangette, huile sur toile, 1897
- Édouard Vuillard, Le Passeur : Cipa Godebski dans une barque sur l'Yonne, huile sur toile, 1897, musée d'Orsay)[22].
- Édouard Vuillard, Cipa Godebski, 1897-99, collection privée.
- Édouard Vuillard, Le petit restaurant (portrait de famille), huile sur carton, 1902, Musée d'art de Dallas
- Pierre Bonnard, Cipa Godebski, huile sur carton, 1895, musée d'Orsay
- Pierre Bonnard, La famille de Cipa Godebski, huile, 1902
- Pierre Bonnard, Ida et Mimi, huile sur toile, 1903
- Pierre Bonnard, Cipa Godebski, mine de plomb, c. 1905[23]
- Félix Vallotton, Portrait de Cipa Godebski, huile sur carton, 1902, collection privée.
- Georges d'Espagnat, Réunion de musiciens chez M. Godebski, huile, 1910, Bibliothèque-musée de l'Opéra. Au 22 rue d'Athènes, Cipa Godebski et son fils Jean sont entourés de musiciens du cercle des Apaches, Florent Schmitt, Déodat de Séverac, Michel-Dimitri Calvocoressi, Albert Roussel, Ricardo Viñes (au piano) et Maurice Ravel.